# Pontvallain
Pontvallain – miejscowość i gmina we Francji, w regionie Kraj Loary, w departamencie Sarthe.
Według danych na rok 1990 gminę zamieszkiwało 1 249 osób, a gęstość zaludnienia wynosiła 36 osób/km² (wśród 1504 gmin Kraju Loary, Pontvallain plasuje się na 486. miejscu pod względem liczby ludności, natomiast pod względem powierzchni na miejscu 206.).